# Stressed Out
"Stressed Out" er en sang skrevet af duoen Twenty One Pilots, fra deres fjerde studiealbum Blurryface. Sangen er skrevet af Tyler Joseph og produceret af Mike Elizondo.
Singlen blev nomineret til en Grammy Award for årets indspilning og bedste Pop Duo/Group Performance, og modtog den sidstnævnte.

## Hitlister
| Hitliste (2015–16)                               | Højeste placering |
| ------------------------------------------------ | ----------------- |
| Argentina (Monitor Latino)                       | 14                |
| Australien (ARIA)                                | 2                 |
| Østrig (Ö3 Austria Top 40)                       | 2                 |
| Belgien (Ultratop 50 Flanderen)                  | 3                 |
| Belgien (Ultratop 50 Vallonien)                  | 7                 |
| Canada (Canadian Hot 100)                        | 3                 |
| 1                                                |                   |
| Tjekkiet (Rádio Top 100)                         | 2                 |
| Tjekkiet (Singles Digitál Top 100)               | 1                 |
| Danmark (Track Top-40)                           | 10                |
| Ecuador (National-Report)                        | 4                 |
| Finland (Suomen virallinen lista)                | 7                 |
| Frankrig (SNEP)                                  | 2                 |
| Tyskland (Official German Charts)                | 3                 |
| Ungarn (Rádiós Top 40)                           | 27                |
| Ungarn (Single Top 40)                           | 11                |
| Ungarn (Stream Top 40)                           | 10                |
| Irland (IRMA)                                    | 5                 |
| Israel (Media Forest)                            | 2                 |
| Italien (FIMI)                                   | 7                 |
| Mexico (Monitor Latino)                          | 1                 |
| Holland (Dutch Top 40)                           | 3                 |
| Holland (Single Top 100)                         | 8                 |
| New Zealand (RIANZ)                              | 5                 |
| Norge (VG-lista)                                 | 6                 |
| Polen (Polish Airplay Top 100)                   | 1                 |
| Portugal (AFP)                                   | 5                 |
| 2                                                |                   |
| Skotland (Official Charts Company)               | 8                 |
| Slovakiet (Rádio Top 100)                        | 5                 |
| Slovakiet (Singles Digitál Top 100)              | 7                 |
| Slovenia (SloTop50)                              | 7                 |
| Spanien (PROMUSICAE)                             | 13                |
| Sverige (Sverigetopplistan)                      | 9                 |
| Schweiz (Schweizer Hitparade)                    | 2                 |
| Storbritannien Singles (Official Charts Company) | 12                |
| Ukraine Airplay (Tophit)                         | 12                |
| USA Billboard Hot 100                            | 2                 |
| USA Adult Contemporary (Billboard)               | 17                |
| USA Adult Top 40 (Billboard)                     | 1                 |
| USA Alternative Songs (Billboard)                | 1                 |
| USA Dance/Mix Show Airplay (Billboard)           | 4                 |
| USA Digital Songs (Billboard)                    | 2                 |
| USA Rock Airplay (Billboard)                     | 1                 |
| USA Hot Rock Songs (Billboard)                   | 1                 |
| USA Mainstream Rock (Billboard)                  | 36                |
| USA Mainstream Top 40 (Billboard)                | 1                 |
| USA Rhythmic (Billboard)                         | 31                |

| Hitliste (2016)                      | Placering |
| ------------------------------------ | --------- |
| Austria (Ö3 Austria Top 40)          | 5         |
| Belgium (Ultratop Flanders)          | 12        |
| Belgium (Ultratop Wallonia)          | 23        |
| Brazil (Brasil Hot 100)              | 36        |
| Canada (Canadian Hot 100)            | 6         |
| CIS (Tophit)                         | 6         |
| Denmark (Tracklisten)                | 37        |
| France                               | 6         |
| Germany (Official German Charts)     | 8         |
| Israel (Media Forest)                | 5         |
| Italy (FIMI)                         | 21        |
| Netherlands (Dutch Top 40)           | 16        |
| Netherlands (Single Top 100)         | 25        |
| New Zealand (Recorded Music NZ)      | 11        |
| Poland (ZPAV)                        | 4         |
| Russia Airplay (Tophit)              | 6         |
| Slovenia (SloTop50)                  | 31        |
| Sweden (Sverigetopplistan)           | 21        |
| Switzerland (Schweizer Hitparade)    | 4         |
| Ukraine Airplay (Tophit)             | 15        |
| UK Singles (Official Charts Company) | 31        |
| US Billboard Hot 100                 | 5         |
| US Adult Contemporary (Billboard)    | 44        |
| US Adult Top 40 (Billboard)          | 5         |
| US Hot Rock Songs (Billboard)        | 1         |
| US Mainstream Top 40 (Billboard)     | 4         |